# Базен, Франсуа (композитор)
Франсуа-Эммануэль-Жозеф Базе́н (фр. François Emmanuel Joseph Bazin; 4 сентября 1816, Марсель — 2 июля 1878, Париж) — французский композитор и музыкальный педагог.

## Биография
Окончил Парижскую консерваторию, ученик Даниэля Обера. Лауреат Римской премии (1840, за кантату «Луиза де Монфор»). По возвращении из Италии (1844) назначен профессором пения и гармонии в Парижской консерватории, с 1873 года член Академии изящных искусств. Среди его учеников, в частности, Жорж Матиа, Шарль Лекок, Альфредо Каталани, Андре Вормзер, 
Теодор Лак. Известно, однако, что в 1853 году Базен отказался заниматься с юным Жюлем Массне, благодаря чему удостоился от потомков репутации «скверного учителя и плохого музыканта»; после смерти Базена именно Массне занял его место в консерватории.
Автор комических опер «Адвокат Патлен» (фр. Maître Pathelin; 1856), «Путешествие в Китай» (фр. Le voyage en Chine; 1865) и др., а также хоровых сочинений. Написал также учебник гармонии.

## Оперные произведения
- Le Trompette de Monsieur le Prince, 1846
- Le malheur d'être jolie, 1847
- La nuit de la Saint-Sylvestre, 1849
- Madelon, 1852
- Les désespérés, 1858
- L'ours et le pacha, 1870